# 高田インターチェンジ (福岡県)
高田インターチェンジ（たかたインターチェンジ）は、福岡県みやま市高田町にある有明海沿岸道路（高田大和バイパス）のインターチェンジである。

## 歴史
- 2008年（平成20年）3月29日：大牟田IC - 高田ICの開通により供用開始、暫定終点となる。
- 2009年（平成21年）3月14日：高田IC - 大和南IC開通。

## 道路
- 有明海沿岸道路（高田大和バイパス）

## 接続する道路
- 福岡県道・佐賀県道18号大牟田川副線

## 周辺
- みやま市高田支所
- 西鉄天神大牟田線江の浦駅
- 矢部川

## 隣
有明海沿岸道路（高田大和バイパス）
黒崎IC - 高田IC - 大和南IC